# Coscinodon raui
Coscinodon raui là một loài Rêu trong họ Grimmiaceae. Loài này được (Austin) Lesq. & James mô tả khoa học đầu tiên năm 1884.